# Wymysły (Łochów)
Wymysły – część miasta Łochowa, w województwie mazowieckim, w powiecie węgrowskim. Leży w północnej części miasta, w rejonie ulic Baczkowskiej i Polnej.
Dawniej odrębna wieś i gromada w gminie Łochów.